# Vinišće
 Ovo je glavno značenje pojma Vinišće. Za otočić kod Vinišća pogledajte Vinišće (otok).
Vinišće je naselje u općini Marina, u Splitsko-dalmatinskoj županiji 19 km udaljeno od Trogira i 48km od Splita. To je staro ribarsko naselje koje trenutno ima oko 850 stalnih stanovnika. Trenutno je glavna gospodarska grana turizam, kojim se bavi veći dio stanovnika, ali i mnogo stanovnika okolnih gradova (Trogir, Split, Šibenik) koji u Vinišću imaju kuće (vikendice) i bave se iznajmljivanjem privatnog smještaja tijekom ljeta. Najviše je turista u srpnju i kolovozu, dok je zimi većina ugostiteljskih objekata zatvorena. Osim turizmom, stanovnici se bave ribarstvom, a manje i poljoprivredom.
Vinišće se nalazi na poluotoku između Splita i Šibenika, 8km udaljeno od ceste Split-Šibenik, pa je prometno malo zabačeno. Od otoka, tu su Drevnik Veli i Mali, a omiljeno izletište Vinišćara su otoci Krknjaši. 
Mjesto se prvi put spominje 1272. godine u ispravama trogirskog kaptola, no vrijeme nastanka naselja nije sasvim poznato.

## Stanovništvo
| broj stanovnika | 1000  |       | 728   | 869   | 989   | 978   | 1034  | 1320  | 1403  | 1386  | 1338  | 1092  | 871   | 765   | 847   | 774   | 660   |
|                 | 1857. | 1869. | 1880. | 1890. | 1900. | 1910. | 1921. | 1931. | 1948. | 1953. | 1961. | 1971. | 1981. | 1991. | 2001. | 2011. | 2021. |

## Poznate osobe
Poznati renesansni kipar Ivan Duknović rođen je u Vinišću oko 1440.

## Znamenitosti
- Arheološko nalazište Loranum, zaštićeno kulturno dobro